# Świątynia Na Tcha

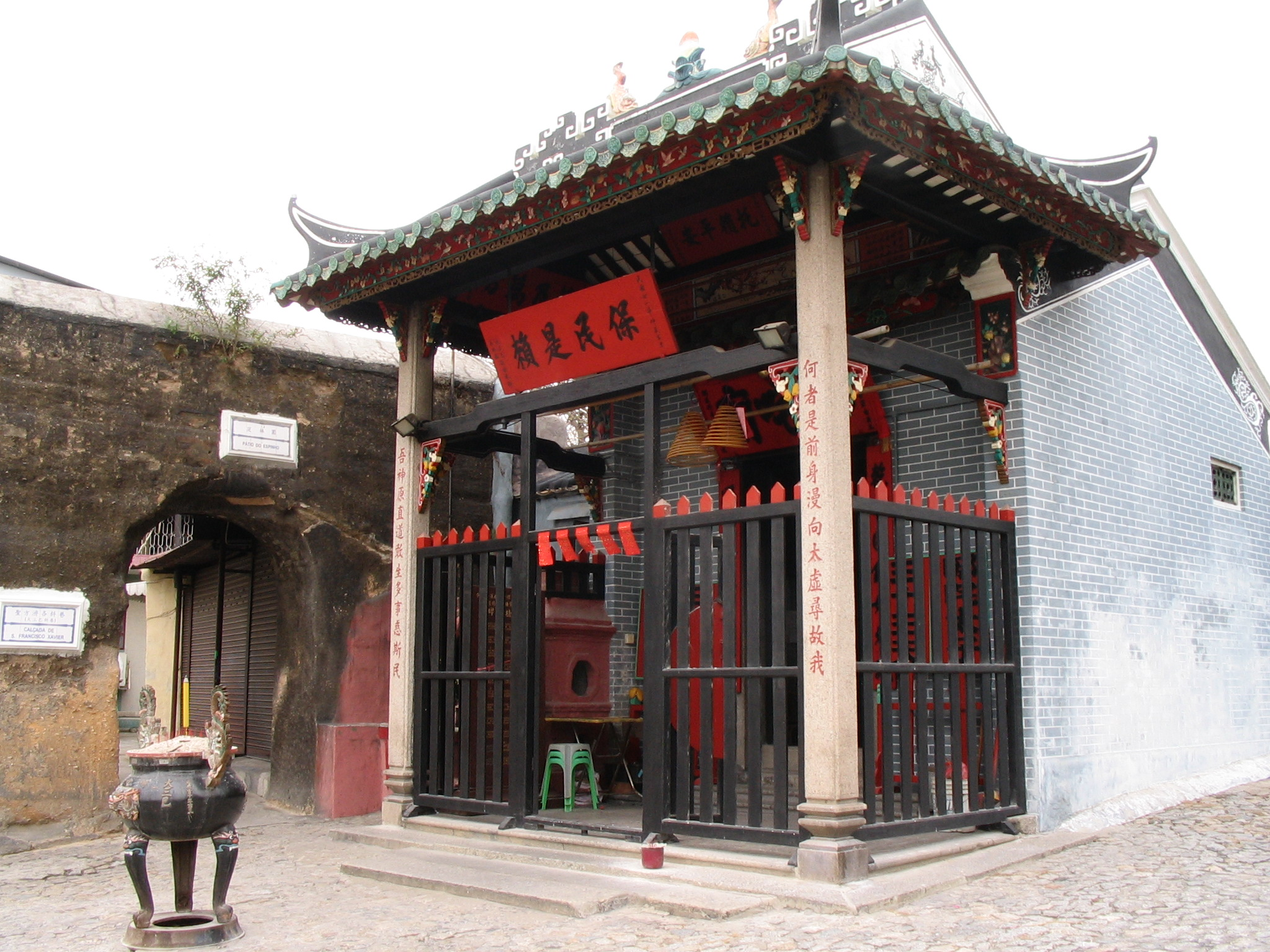
Świątynia Na Tcha

Świątynia Na Tcha (chiń. trad. 大三巴哪吒廟; port. Templo de Na Tcha) – niewielka świątynia w Makau, położona przy ruinach katedry św. Pawła i fragmencie starych murów obronnych.
Świątynię zbudowano w 1888 roku, w tradycyjnym chińskim stylu i poświęcono ją bóstwu Na Tcha. W roku 1995 i 2000 budowla została odrestaurowana; naprawiono dach, wzmocniono ściany i wymieniono stare elementy drewniane. W 2005 roku została wpisana na listę światowego dziedzictwa UNESCO, jako część zabytkowego centrum Makau.
Budynek ma wymiary 8,4×4,51 m. Z przodu znajduje się ganek z dwuspadowym daszkiem, z podniesionymi okapami, prowadzący do pomieszczenia wewnętrznego, które ma około 5 m długości. Ściany budowli są koloru szarego i nie posiadają prawie żadnych dekoracji; wyjątek stanowi kilka ozdobników na ganku. Na daszku umieszczono rzeźby, przedstawiające zwierzęta.